# Coupe d'Océanie féminine de football 2010
Navigation
Édition précédente Édition suivante
La Coupe d'Océanie féminine de football 2010 est la neuvième édition de la Coupe d'Océanie féminine de football, une compétition de la Confédération du football d'Océanie (OFC) qui met aux prises les meilleures sélections nationales féminines de football affiliées à l'OFC.
L'édition 2010 de la Coupe d'Océanie se déroule du 29 septembre au 8 octobre 2010 en Nouvelle-Zélande. Tous les matchs se déroulent au North Harbour Stadium d'Auckland.
La compétition est remportée par la Nouvelle-Zélande qui bat en finale la Papouasie-Nouvelle-Guinée sur le score de 11-0. Il s'agit du quatrième titre des Néo-Zélandaises. Les Îles Cook remportent le match pour la troisième place face aux Îles Salomon sur le score de 2-0.

## Nations participantes
Huit équipes participent à la compétition. Le tableau dresse le classement FIFA des différentes équipes participantes sur le plan continental et mondial.
| Monde | Océanie | Nation                    |
| ----- | ------- | ------------------------- |
| 24    | 1       | Nouvelle-Zélande          |
|       | 2       | Papouasie-Nouvelle-Guinée |
|       | 3       | Tonga                     |
|       | 4       | Fidji                     |
|       | 5       | Tahiti                    |
|       | 6       | Vanuatu                   |
|       | 7       | Salomon                   |
|       | 10      | Îles Cook                 |

## Déroulement de la phase finale
Les rencontres du tournoi se disputent selon les lois du jeu, qui sont les règles du football définies par l'International Football Association Board (IFAB).
La compétition se dispute sur deux tours. Le premier tour se joue par groupes de quatre équipes, la répartition des équipes dans les différents groupes étant déterminée par tirage au sort. Le deuxième tour est une phase à élimination directe.

### Phase de groupes

#### Format et règlement
Au premier tour, les équipes participantes sont réparties en deux groupes de quatre équipes. Chaque groupe se dispute sous la forme d'un championnat. Dans chaque groupe, chaque équipe joue un match contre ses trois adversaires. Les deux premières équipes de chaque poule se qualifient pour les demi-finales, les autres sont éliminées. Le classement des groupes utilise un système de points, où les points suivants sont attribués à chaque match joué :
- 3 points pour un match gagné;
- 1 point pour un match nul;
- 0 point pour un match perdu[2].

Si à l’issue du premier tour, plusieurs équipes ont le même nombre de points, les buts marqués et encaissés sont pris en compte. Les critères suivants sont utilisés pour déterminer le classement des équipes :
1. Le plus grand nombre de buts marqués entre équipes à égalité sur les rencontres les opposant
2. La différence de but entre équipes à égalité comprenant tous les matchs du groupe
3. Le plus grand nombre de buts marqués entre équipes à égalité comprenant tous les matchs du groupe
4. Le plus grand nombre de points obtenus entre équipes à égalité sur les rencontres les opposant
5. La différence de buts entre équipes à égalité sur les rencontres les opposant
6. Séance de tirs au but si deux équipes sont concernées et qu'elles s'affrontent
7. Classement du fair-play (cartons jaunes et rouges)
8. Tirage au sort[2].

#### Groupe A
| Rang | Équipe           | Pts | J | G | N | P | Bp | Bc | Diff |
| ---- | ---------------- | --- | - | - | - | - | -- | -- | ---- |
| 1    | Nouvelle-Zélande | 9   | 3 | 3 | 0 | 0 | 31 | 0  | +31  |
| 2    | Îles Cook        | 6   | 3 | 2 | 0 | 1 | 3  | 10 | -7   |
| 3    | Tahiti           | 3   | 3 | 1 | 0 | 2 | 5  | 9  | -4   |
| 4    | Vanuatu          | 0   | 3 | 0 | 0 | 3 | 1  | 21 | -20  |

| Match | Date         | Équipe 1         | Résultat | Équipe 2         |
| ----- | ------------ | ---------------- | -------- | ---------------- |
| 1     | 29 septembre | Nouvelle-Zélande | 14-0     | Vanuatu          |
| 2     | 29 septembre | Îles Cook        | 1-0      | Tahiti           |
| 5     | 1er octobre  | Tahiti           | 5-1      | Vanuatu          |
| 6     | 1er octobre  | Îles Cook        | 0-10     | Nouvelle-Zélande |
| 9     | 3 octobre    | Tahiti           | 0-7      | Nouvelle-Zélande |
| 10    | 3 octobre    | Vanuatu          | 0-2      | Îles Cook        |

#### Groupe B
| Rang | Équipe                    | Pts | J | G | N | P | Bp | Bc | Diff |
| ---- | ------------------------- | --- | - | - | - | - | -- | -- | ---- |
| 1    | Papouasie-Nouvelle-Guinée | 9   | 3 | 3 | 0 | 0 | 8  | 1  | +7   |
| 2    | Salomon                   | 4   | 3 | 1 | 1 | 1 | 5  | 2  | +3   |
| 3    | Tonga                     | 3   | 3 | 1 | 0 | 2 | 2  | 8  | -6   |
| 4    | Fidji                     | 1   | 3 | 0 | 1 | 2 | 1  | 5  | -4   |

| Match | Date         | Équipe 1                  | Résultat | Équipe 2                  |
| ----- | ------------ | ------------------------- | -------- | ------------------------- |
| 3     | 30 septembre | Papouasie-Nouvelle-Guinée | 3-0      | Fidji                     |
| 4     | 30 septembre | Salomon                   | 4-0      | Tonga                     |
| 7     | 2 octobre    | Tonga                     | 2-1      | Fidji                     |
| 8     | 2 octobre    | Salomon                   | 1-2      | Papouasie-Nouvelle-Guinée |
| 11    | 4 octobre    | Tonga                     | 0-3      | Papouasie-Nouvelle-Guinée |
| 12    | 4 octobre    | Fidji                     | 0-0      | Salomon                   |

### Phase à élimination directe

#### Format et règlement
Le deuxième tour est disputé sur élimination directe et comprend des demi-finales, un match pour la troisième place et une finale. Les vainqueurs sont qualifiés pour le tour suivant, les perdants éliminés. Si les deux équipes sont à égalité à la fin du temps règlementaire de 90 minutes, une prolongation de deux fois 15 minutes est jouée. Une pause de 5 minutes est observée entre le temps règlementaire et la prolongation. Aucune pause n'est observée entre les deux périodes de la prolongation. Si les deux équipes sont toujours à égalité à la fin de la prolongation, le vainqueur est désigné par l'épreuve des tirs au but.

#### Tableau final
|  | Demi-finales              | Demi-finales              |                        |    | Finale    | Finale    |
|  | Demi-finales              | Demi-finales              |                        |    | Finale    | Finale    |
|  |                           |                           |                        |    |           |           |
|  | 6 octobre                 | 6 octobre                 |                        |    | 8 octobre | 8 octobre |
|  | 6 octobre                 | 6 octobre                 |                        |    | 8 octobre | 8 octobre |
|  | Nouvelle-Zélande          | 8                         |                        |    | 8 octobre | 8 octobre |
|  | Nouvelle-Zélande          | 8                         |                        |    | 8 octobre | 8 octobre |
|  | Salomon                   | 0                         |                        |    | 8 octobre | 8 octobre |
|  | Salomon                   | 0                         | Nouvelle-Zélande       | 11 |           |           |
|  | 6 octobre                 |                           | Nouvelle-Zélande       | 11 |           |           |
|  |                           | Papouasie-Nouvelle-Guinée | 0                      |    |           |           |
|  | Papouasie-Nouvelle-Guinée | Papouasie-Nouvelle-Guinée | 0                      | 1  |           |           |
|  | Papouasie-Nouvelle-Guinée |                           |                        | 1  |           |           |
|  | Îles Cook                 | 0                         |                        |    |           |           |
|  | Îles Cook                 | 0                         | Match pour la 3e place |    |           |           |
|  |                           |                           |                        |    |           |           |
|  | 8 octobre                 |                           |                        |    |           |           |
|  |                           |                           |                        |    |           |           |
|  | Salomon                   | 0                         |                        |    |           |           |
|  | Salomon                   | 0                         |                        |    |           |           |
|  | Îles Cook                 | 2                         |                        |    |           |           |
|  | Îles Cook                 | 2                         |                        |    |           |           |

## Récompenses

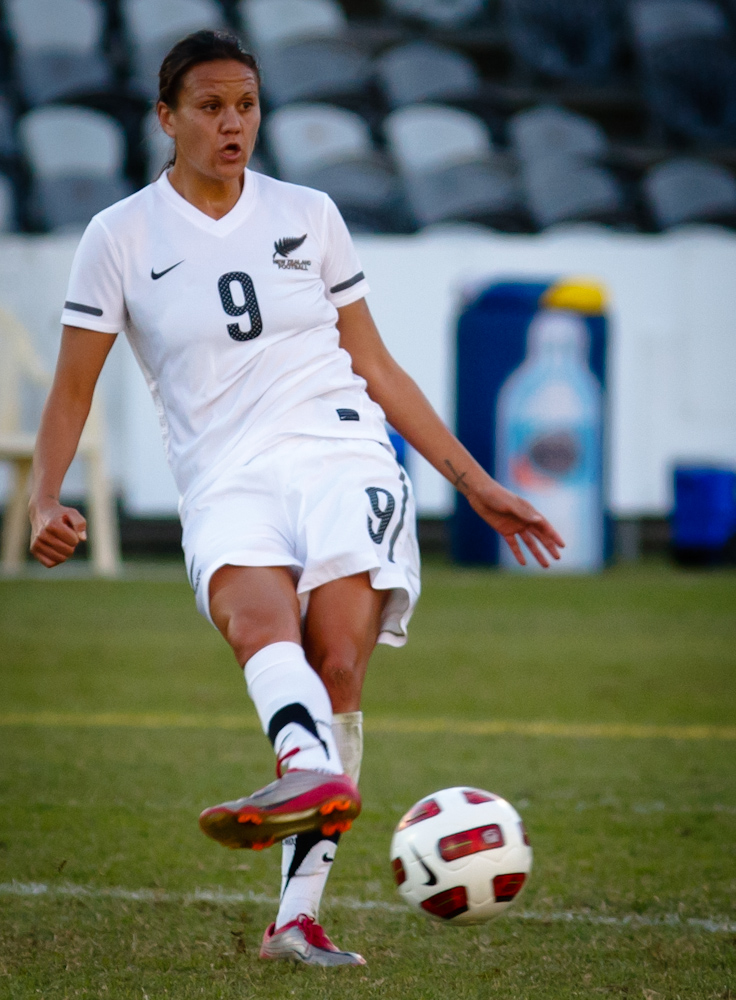
Amber Hearn, meilleure buteuse de la compétition

Ria Percival, qui évolue en défense dans la sélection néo-zélandaise, est élue meilleure joueuse de la compétition. Sa coéquipière Amber Hearn est sacrée meilleure buteuse du tournoi avec douze buts marqués. Marjorie Toru des Îles Cook se voit attribuer le prix de la meilleure gardienne de but.